# Cascades Purakaunui
Les cascades de Purakaunui són unes cascades formades per tres nivells de cascades del riu Purakaunui, en The Catlins de l'Illa de Sud de Nova Zelanda. És una de les poques cascades de l'Illa Sud que es troben lluny de la regió alpina, i ha estat durant molt de temps un destí popular i objecte fotogràfic.
Les cascades són una imatge icònica per a la regió de The Catlins, i van aparèixer en un segell de Nova Zelanda el 1976.

## Localització i característiques

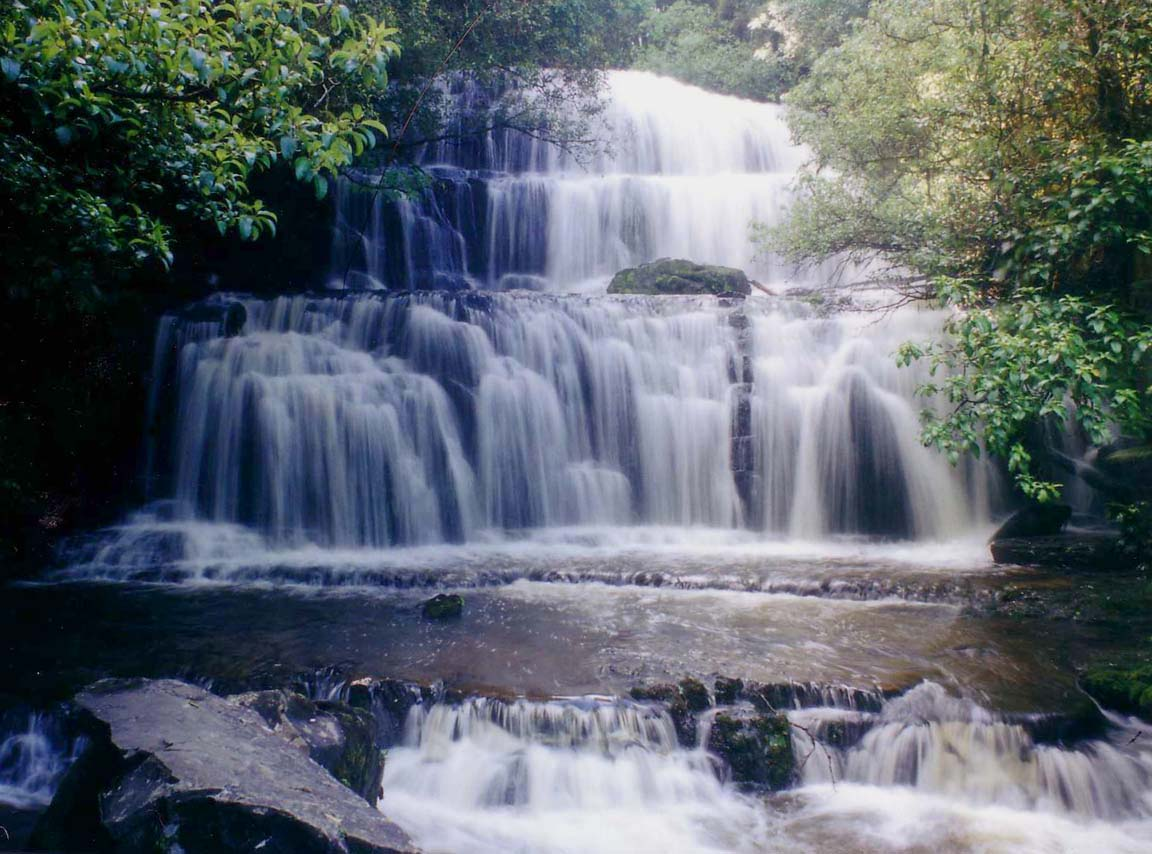
Cascades Purakaunui

Les cascades es troben a 17 km al sud-oest de la petita ciutat d'Owaka i a 5 km de la desembocadura del riu cap a l'oceà Pacífic. Es pot arribar a través d'una petita caminada de 10 minuts a peu des d'un aparcament a la vall de Waikoato / Purakaunui Falls Road, una carretera lateral de grava a la carretera principal d'Owaka-Invercargill.
Hi ha lavabos i una zona de pícnic. El desviament petit i ben senyalitzat cap a les cascades és popular entre els viatgers turístics al llarg de la Southern Scenic Route, i es menciona de manera destacada en fullets sobre la zona.
Encara que les Purakaunui Falls no formen part del Parc de Conservació de Catlins, estan envoltades de bush autòcton format pel podocarp (Podocarpus totara) i el faig platejat (Lophozonia menziesii), en una reserva escènica de 5 km². Una petita plataforma de visualització a prop de la part superior de les cascades és accessible amb cadira de rodes. Les escales continuen fins a la plataforma principal de visualització a la base de la cascada de 20 m de tres nivells.